# المرأة الحديدية

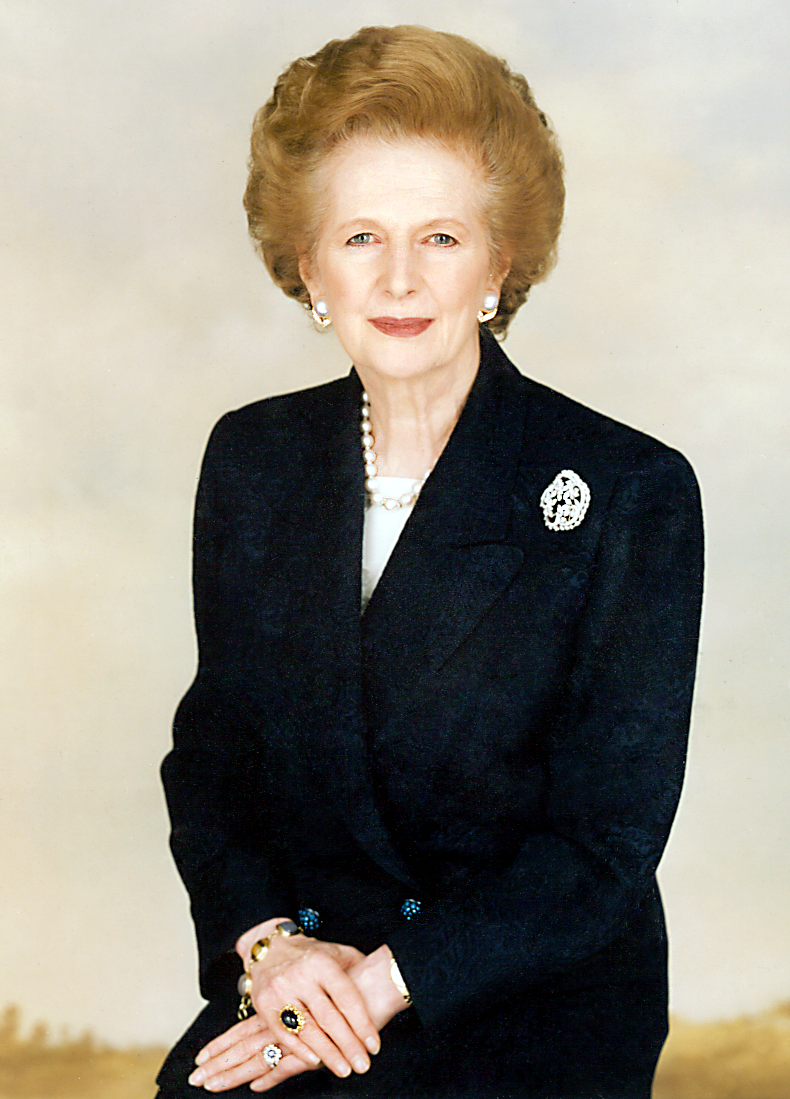
مارغريت ثاتشر أعطيت لقب «المرأة الحديدية» من قبل أحد الصحفيين السوفيتيين.

المرأة الحديدية هو اللقب الذي كثيرا ما يستخدم لوصف ربات الحكومية في مختلف أنحاء العالم. يصف المصطلح «الإرادة القوية» للمرأة. تم تطبيق استعارة الحديد أشهرها لمارغريت ثاتشر، والتي صيغت من قبل الكابتن يوري جافريلوف في عام 1976 في صحيفة الاتحاد السوفياتي الأحمر نجم، لمعارضتها القوية للاتحاد السوفيتي والاشتراكية، واتباعها سياسات اقتصادية ليبرالية وصفت بعضها بالعنيفة، إلى جانب صراعاتها مع نقابات العمال. نظرا لشعبية واسعة لهذا المصطلح، ومنذ ذلك الحين تم تطبيقه على العديد من الشخصيات السياسية للمرأة، بما في ذلك الاختلافات الإقليمية، وحتى بأثر رجعي.

## الأصل
كانت مارغريت ثاتشر، أول رئيسة للوزراء في المملكة المتحدة 1979-1990 الزعيم لمن صاغ هذا المصطلح. في 19 كانون الثاني عام 1976، زعيم تاتشر، بعد أن تم مؤخرا انتخاب حزب المحافظين، وقدم خطابا بعنوان «بريطانيا استيقظ» في كنسينغتون في لندن تاون هول في تشيلسي، لندن. وشمل الادعاء بأن الروس يعكفون على هيمنة على العالم، وأنها تكتسب بسرعة وسيلة لتصبح الأمة الإمبراطورية الأقوى التي شهدها العالم. يوم 24 يناير، نشرت صحيفة العسكرية السوفيتية ريد ستار ردا على خطاب تاتشر التي كتبها الصحفي العسكري الكابتن يوري جافريلوف. زودت جافريلوف عنوان "" المرأة الحديدية «التنبيه» إلى قطعة، تعتزم إشارة الناقصة إلى أوتو فون بسمارك، والمعروفة باسم «المستشار الحديدي» في ألمانيا الإمبراطورية. وفقا للمادة جافريلوف، وكان تاتشر في الوقت معروفة باسم «المرأة الحديدية» في بريطانيا، ويفترض على حساب لها «المحافظة المتطرفة». وقد لوحظ المادة جافريلوف من قبل صحيفة صنداي تايمز البريطانية في مطلع الاسبوع المقبل وبعد ذلك أعطيت دعاية واسعة النطاق. لقب تمسك بقوة تاتشر. يطلق على 2011 ميزة السيرة الذاتية فيلم عنها السيدة الحديد.

## روابط خارجية
- Feature on Iron Ladies by the International Museum of Women